# Trascuratezza emotiva
La trascuratezza emotiva è stata definita come una specifica configurazione, potenzialmente patogena, del campo relazionale costituito dal bambino e dalle sue figure di accudimento, caratterizzata da assenza di reciprocità emotiva, per cui i bisogni affettivi del bambino vengono assoggettati alle esigenze, ai conflitti, alle paure e alle proiezioni genitoriali. 
Diversi autori sostengono che la trascuratezza emotiva vissuta nella relazione con i genitori nell'infanzia è alla base di numerosi disturbi psicopatologici. Essi affermano che la trascuratezza emotiva da parte delle figure di accudimento produce delle esperienze traumatiche, che non possono essere integrate nella struttura mentale dell'infante vista la loro precocità.

## Ricerche
Il concetto di trascuratezza emotiva deriva dall'approfondimento concettuale sviluppato sia negli ambiti della psicoanalisi contemporanea sia dalla prospettiva della Teoria dell'Attaccamento, da psicoanalisti relazionali quali Philiph Bromberg, Judy Lightstone e Lewis Aron.
Esso è uno degli approdi a cui sono giunte le ricerche empiriche condotte sugli effetti del trauma interpersonale precoce rispetto allo sviluppo mentale dell'infante. La produzione di contributi di ricerca relativi a questo settore è molto vasto (si vedano le riviste Child Abuse & Neglect e, in Italia, Maltrattamento e abuso all'infanzia), ed evidenzia l'impatto negativo della trascuratezza emotiva sullo sviluppo sia psichico che fisiologico. Ricerche radicali in questo senso sono quelle della psicologa Alice Miller, per esempio con i saggi L'infanzia rimossa. Dal bambino maltrattato all'adulto distruttivo nel silenzio della società e Il bambino inascoltato: realtà infantile e dogma psicoanalitico.
In ambito italiano, ricordiamo il contributo fondamentale di Franco Borgogno sulle patologie da deficit e il loro rapporto con il trauma, nonché il concetto di spoilt children introdotto nel 1994. In pazienti deprivati con disturbi precoci, dove il trauma si colloca nel preverbale, sono per l'appunto i principali bisogni precoci a essere in gioco, bisogni che devono essere nettamente differenziati da quello che si chiama agire sotto la forza degli istinti: in queste circostanze non è il desiderio che è prioritario ma il bisogno.